# 星槎国際高等学校
星槎国際高等学校（せいさこくさいこうとうがっこう）は、学校法人国際学園が運営している学習センター方式を採用している私立高等学校。
グループ校の星槎学園（星槎学園高等部）は、その技能連携校である。

## 沿革
- 1972年 - 鶴ヶ峰セミナー（現・ツルセミ）設立。
- 1985年 - 学校法人国際学園設立。
- 1999年4月 - 星槎国際高等学校開校。札幌・横浜・大阪・福井に学習センター開校。
- 2000年4月 - 郡山学習センター開校。
- 2001年4月 - 福岡学習センター開校。
- 2002年4月 - 富山学習センター開校。
- 2003年4月 - 浜松学習センター開校。星槎国際高等学校社会技術専攻科開設。
- 2004年4月 - 仙台・立川・広島・沖縄に学習センター開校。
- 2005年4月 - 当別学習センター・横浜鴨居学習センター開校。
- 2006年4月 - 厚木学習センター開校。介護福祉専攻科開設。
- 2007年4月 - 福岡西学習センター開校。
- 2008年4月 - 八王子学習センター開設。
- 2009年4月 - 保育士専攻科開設。
- 2010年4月 - 星槎国際高等学校帯広キャンパス開校。星槎高尾キャンパス開校。星槎帯広サテライト開校。
- 2011年 - 星槎名古屋キャンパス開校。
- 2012年 - 星槎札幌もみじキャンパス開校。星槎箱根キャンパス開校。
- 2013年3月 - 当別学習センター閉校。介護福祉専攻科募集停止。
- 2013年4月 - もみじ台キャンパス開校。
- 2013年10月 - 香川キャンパス（高松・丸亀）開校。
- 2014年4月 - 福岡学習センターを福岡東学習センターに改称。福岡西学習センターを福岡中央学習センターに改称。
- 2015年4月 - 名古屋学習センター開校。湘南学習センター開校。
- 2016年4月 - 高松学習センター開校。星槎国際高等学校小倉キャンパス開校。星槎国際高等学校那覇キャンパス開校。
- 2017年4月 - 帯広キャンパスを帯広学習センターに改称。さっぽろ教育センターを札幌北学習センターに改称。星槎国際高等学校小倉キャンパス開校。星槎国際高等学校那覇キャンパス開校。川口キャンパス開校。
- 2018年 - 星槎国際高等学校丸亀学習センター開校。星槎小田原キャンパス開校。星槎国際高等学校小田原学習センター開校。星槎国際高等学校静岡キャンパス開校。
- 2019年4月 - 本部校を芦別から札幌に移動、これにより旧本部校を芦別学習センターに改称、札幌学習センターを本部校に改称。
- 2019年11月1日 - 旭川キャンパス開校。
- 2020年4月 - 星槎道都大学内に星槎国際高等学校北広島キャンパス開校。
- 2021年4月 -北広島キャンパスを北広島学習センターに改称。

## 部活動[1]
- 運動部
  - 陸上競技部 - 2020年度 第62回神奈川県高等学校新人陸上競技大会　男子円盤投　優勝、2020年度 第24回関東高等学校選抜新人陸上競技選手権大会　男子砲丸投　優勝。
  - 男子バスケットボール部
  - 女子バスケットボール部
  - バレーボール部 - 2019年度 全国高等学校総合体育大会（インターハイ）競技神奈川県予選　優勝。
  - 硬式野球部 - 2020年度 神奈川県高等学校野球大会　ベスト4。
  - 軟式野球部 - 2023年度 第70回全国高等学校定時制通信制軟式野球大会優勝[2]。
  - 自転車競技部
  - アーチェリー部
  - 近代五種部
  - フェンシング部 - 2019年度 全国高等学校フェンシング選手権大会　男子サーブル　優勝、2019年 アジアフェンシング大会2019　女子フルーレ 準優勝（個人）　優勝（団体）、2020年 第73回全日本フェンシング選手権大会　サーブル男子 優勝。
  - 男子サッカー部
  - 女子サッカー部 - 2018年度 全日本高校女子サッカー選手権大会優勝（日本一）。
  - フットサル部
  - ダンス部
  - バドミントン部
  - 卓球部 - 2025全国高等学校卓球選手権大会学校対抗優勝
  - テニス部
  - 体操部 - 2019年度 全国高等学校総合体育大会（インターハイ）出場　団体11位
  - フィギュアスケート部
  - サイクリング同好会
  - スポーツチャンバラ同好会
- 文化部
  - 写真部
  - ガーデニング部
  - 創作部
  - 鉄道研究部
  - 特撮同好会
  - フィットネス同好会
  - メディアアート同好会
  - 生物同好会
  - 家庭科同好会
  - 演劇同好会
  - 水泳同好会
  - 中国文化研究会
  - 百人一首同好会
  - ハイキング同好会
  - お笑い同好会

## 主な行事
- 4月 - 入学式、入学祝賀会
- 5月 - 修学旅行
- 6月 - 強歩遠足
- 7月 - 生徒会地区研修
- 8月 - 夏季スクーリング、全国生徒会研修
- 9月 - 校外学習、国際交流会
- 10月 - 学校祭、芸術体験学習
- 11月 - 体育大会、SAAB（Seisa Africa Asia Bridge）
- 12月 - 全国一斉授業
- 1月 - 星槎オリンピック
- 2月 - 冬季スクーリング
- 3月 - 卒業式・修了式、卒業祝賀会

## 学習センター
- 本部校（北海道札幌市厚別区）
- 札幌北学習センター（北海道札幌市北区）
- 北広島学習センター（北海道北広島市）
- 旭川キャンパス（北海道旭川市）
- 芦別学習センター（北海道芦別市）
- 帯広学習センター（北海道帯広市）
- 仙台学習センター（宮城県仙台市）
- 郡山学習センター（福島県郡山市）
- 横浜鴨居学習センター（神奈川県横浜市都筑区）
- 川口学習センター（埼玉県川口市）
- 立川学習センター（東京都立川市）
- 厚木学習センター（神奈川県厚木市）
- 柏学習センター(千葉県柏市)
- 八王子学習センター（東京都八王子市）
- 湘南学習センター（神奈川県中郡大磯町）
- 小田原学習センター（神奈川県小田原市）
- 甲府学習センター（山梨県甲府市）
- 浜松学習センター（静岡県浜松市中区）
- 名古屋学習センター（愛知県名古屋市東区）
- 富山学習センター（富山県富山市）
- 福井学習センター（福井県福井市）
- 静岡学習センター（静岡県静岡市葵区）
- 大阪学習センター（大阪府大阪市北区）
- 広島学習センター（広島県広島市西区）
- 高松学習センター（香川県高松市）
- 丸亀学習センター（香川県丸亀市）
- 福岡東学習センター（福岡県福岡市東区）
- 福岡中央学習センター（福岡県福岡市中央区）
- 北九州学習センター（福岡県北九州市小倉北区）
- 沖縄学習センター（沖縄県沖縄市）
- 那覇学習センター（沖縄県那覇市）

## 星槎学園高等部・中等部との関係
技能連携校として設置されている。技能連携制度によりスクーリングが不要となっている。
- 星槎学園高等部 大宮校（埼玉県さいたま市北区）
- 星槎学園中等部 大宮校（埼玉県さいたま市北区）
- 星槎学園高等部 北斗校（神奈川県横浜市緑区）
- 星槎学園高等部 横浜ポートサイド校（神奈川県横浜市神奈川区）
- 星槎学園高等部 湘南校（神奈川県中郡二宮町）

## 主な著名人
- 菅原小春 - ダンサー及び振付師。
- 市川暉記 - Jリーグ・横浜FC所属のプロサッカー選手。ポジションはゴールキーパー。
- 宮澤ひなた - イングランド・ウィメンズ・スーパーリーグ・マンチェスター・ユナイテッドWFC所属のサッカー日本女子代表。ポジションはフォワード。2023 FIFA女子ワールドカップ・得点王。
- 本田仁海 - プロ野球・オリックス・バファローズ所属のプロ野球選手。ポジションは投手。
- 鍵山優真 - フィギュアスケート・横浜鴨居学習センター出身。 2022年北京オリンピック代表（団体戦2位、個人戦2位）2021年世界フィギュアスケート選手権2位、2020年四大陸選手権3位、ローザンヌユースオリンピック個人戦優勝など。
- 張本美和 - 卓球選手[3]。
- 木原美悠 - 卓球選手。
- 松島輝空 - 卓球選手。
- 岡慎之助 - 体操選手。
- 上野優佳 - フェンシング選手。
- 明生力 - 大相撲力士。大相撲入門後に入学・卒業。

### 大学
- 星槎大学
- 星槎道都大学

### 高等学校
- 星槎高等学校

### 中学校
- 星槎中学校
- 星槎もみじ中学校
- 星槎名古屋中学校

### 幼稚園
- ピーターパン幼稚園
- 青葉台幼稚園